# 冯宏谦
冯宏谦（1902年—1993年7月），义名马忍言。安徽省巢县人。冯玉祥的侄子。

## 生平
早年就读于杭州蚕桑学校，后來回到家乡从事教育。九一八事变后，前往山西，追随冯玉祥参加抗日。次年升任少尉排长。1935年6月，進入中央军校高教班第四期受训。1936年11月毕业。1938年5月回家乡组织民众抗日，任巢县抗日游击队司令。日军入侵巢县时，被任命为巢县县长，巢县抗日游击队也被编人安徽省地方武装序列。1939年4月，冯宏谦任安徽省蒙城县县长。在任期间，除掉恶霸李麟阁和侯行匪首，深得百姓称道。不久，因被状告资助共产党，省政府采用明升暗降的办法，将冯宏谦调任安徽省阜阳行政督察专员公署上校保安副司令。1941年后，任安徽省政府视察室主任，后任军事委员会上校参谋。1946年3月，随张治中赴西北，任军事委员会委员长西北行营上校人事处长，1948年12月任第九十一军第二四六师少将副师长、西北行营少将高参等职。不久，离职到重庆赋闲。第二次国共内战后，参加西南军政大学研究班学习。1950年结业后回到安徽，曾担任民革中央委员，合肥市政协常委、副主席。1977年11月，民革安徽省委会机关恢复工作，成立民革安徽省临时领导小组，由刘儒林、郭坚、黄伯亮、冯宏谦、杜庸5人组成。后担任安徽省政协委员，全国政协委员等职。1993年7月病逝。终年91岁。